# Bavayia geitaina
Bavayia geitaina — вид геконоподібних ящірок родини диплодактилідів (Diplodactylidae). Ендемік Нової Каледонії.

## Поширення і екологія
Bavayia geitaina широко поширені на півдні Нової Каледонії. Вони живуть у вологих тропічних лісах і чагарникових заростях, на висоті від 80 до 950 м над рівнем моря. Ведуть нічний спосіб життя.

## Збереження
МСОП класифікує стан збереження цього виду як близький до загрозливого. Bavayia geitaina загрожує знищення природного середовища.